# The Best of Crush 40 - Super Sonic Songs
The Best of Crush 40 - Super Sonic Songs é uma coletânea que contém as melhores canções já lançadas pela banda Crush 40 na série de jogos do ouriço Sonic.

## Faixas[1]
1. I Am…All Of Me (Shadow The Hedgehog)
2. His World (Sonic 2006)
3. Un-Gravitify (Sonic Riders II: Zero Gravity)
4. All Hail Shadow (Sonic 2006 e Shadow The Hedgehog)
5. Never Turn Back (Shadow The Hedgehog)
6. Revvin' Up (SEGA Nascar Arcade)
7. Into The Wind (SEGA Nascar Arcade e Sonic & Sega All-Stars Racing)
8. Watch Me Fly… (SEGA Nascar Arcade)
9. Fire Woman (Música inédita, cover do The Cult)
10. Sonic Heroes (Sonic Heroes)
11. What I'm Made Of… (Sonic Heroes)
12. Live Life (Sonic & The Black Knight)
13. Knight Of The Wind (Sonic & The Black Knight)
14. Live & Learn (Sonic Adventure 2)
15. Open Your Heart (Sonic Adventure)
16. Is It You (Música inédita)

## Ficha Técnica
Músicos Participantes
- Johnny Gioeli - Voz em todas as faixas
- Jun Senoue - Guitarra em todas as faixas
- Naoto Shibata - Baixo nas faixas 06, 07, 08 e 15
- Takeshi Taneda - Baixo em todas as faixas exceto 06, 07, 08 e 15
- Hirotsugu Honma - Bateria nas faixas 06, 07, 08 e 15
- Katsuji Kirita - Bateria nas faixas 10, 12, 13 e 14
- Mark Schulmann - Bateria na faixa 11
- Tōru Kawamura - Bateria nas faixas 01, 02, 03, 04, 05, 09 e 16
- Yutaka Minobe - Piano na faixa 08
- Kimiko Nakagawa Strings - Arranjos de cordas nas faixas 12 e 13